# Azeite de Moura

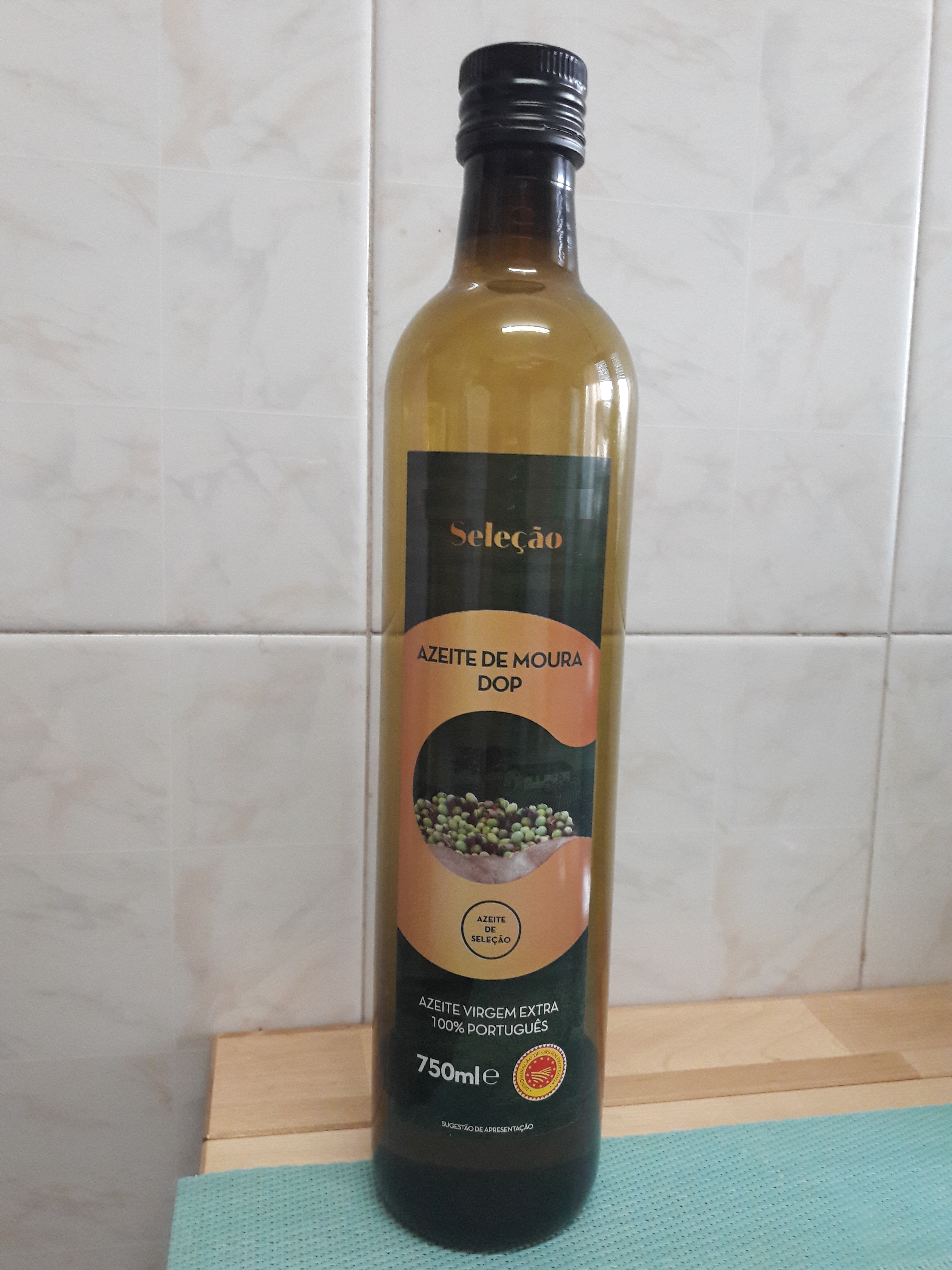
Azeite de Moura DOP

O Azeite de Moura DOP é um produto de origem portuguesa com Denominação de Origem Protegida pela União Europeia (UE) desde 21 de junho de 1996.

## Agrupamento gestor
O agrupamento gestor da denominação de origem protegida "Azeite de Moura" é a Cooperativa Agrícola de Moura e Barrancos, CRL.